# Pocket Science-fiction
Pocket Science-fiction est une collection de l'éditeur Pocket qui a édité et surtout réédité de grands auteurs de science-fiction et de fantasy. Elle a été dirigée par Jacques Goimard à partir de 1977 et jusqu'à fin 2002, puis de 2003 à début 2014 par Bénédicte Lombardo, de juin 2014 à février 2015 par David Camus, de octobre 2015 à octobre 2018 par Stéphane Desa et enfin depuis octobre 2018 par Charlotte Volper. Au fil des années, les mentions « Science-fiction » ou « Fantasy » sont apposées à côté de « Pocket » sur la couverture de certains volumes mais il est toujours indiqué sur la page de titre « Collection Science-fiction ». Néanmoins, la collection change de nom en 2017 et devient Pocket Imaginaire.
Les livres des collections Le Livre d'or de la science-fiction et Le Grand Temple de la S-F sont inclus dans la liste des titres car leur numérotation est incluse dans la numérotation de Pocket Science-fiction (cela permet de faire la différence entre un volume inconnu et un volume de cette collection). Les trous restant dans la numérotation sont des numéros qui furent attribués à l'avance à certains titres qui n'ont finalement jamais été édités.
Il y a eu quatre séries différentes depuis la création de la collection en 1977.
La première série, apparue en 1977 et disparue en 1988, comprend les volumes numérotés de 5000 à 5295, à l'exception des volumes numérotés 5290, 5293 et 5294.
La deuxième série, apparue en 1988 et disparue en 2000, comprend de nombreuses rééditions de volumes de la première série ainsi que de nouveaux volumes numérotés 5290, 5293 et 5294 puis ceux numérotés de 5298 à 5705 à l'exception du numéro 5698, ainsi que les numéros 5721, 5738, 5739 et 5740.
La troisième série, apparue en 2000 et disparue en 2006, comprend de nombreuses rééditions de volumes des deux premières séries ainsi que de nouveaux volumes numérotés 5698, 5719, 5720, 5729, 5732 et 5733 puis ceux numérotés de 5743 à 5875 à l'exception des numéros 5850 et 5858.
La quatrième série, apparue en 2006, comprend de nombreuses rééditions de volumes des trois premières séries ainsi que de nouveaux volumes numérotés 5850 et 5858 puis ceux numérotés à partir de 5881.

## Liste des titres

### Duno416auno4999
- 416 Coup de tabac par Terry Pratchett, 2018
- 417 Déraillé par Terry Pratchett, 2019

### Duno5000auno5499
- 5000 Ce monde est nôtre par Francis Carsac, 1977
- 5001 Oméga par Robert Sheckley, 1977
- 5002 Lune fourbe par Algis Budrys, 1977
- 5003 Le Sourire des crabes par Pierre Pelot, 1977
- 5004 L'Ère des gladiateurs par Frederik Pohl et Cyril M. Kornbluth, 1977
- 5005 À l'assaut de l'invisible par A. E. van Vogt, 1977
- 5006 Un soupçon de néant par Philippe Curval, 1977
- 5007 Le Temps meurtrier par Robert Sheckley, 1977
- 5008 Piège sur Zarkass par Stefan Wul, 1977
- 5009 Mission stellaire par A. E. van Vogt, 1977
- 5010 L'Invincible par Stanislas Lem, 1977
- 5011 La Maison éternelle par A. E. van Vogt, 1977
- 5012 Le Livre d'or de la science-fiction : Ursula Le Guin, 1977
- 5013 Le Livre d'or de la science-fiction : Theodore Sturgeon, 1977
- 5014 Le Lendemain du jugement dernier par James Blish, 1977
- 5015
- 5016 Quête sans fin par A. E. van Vogt, 1977
- 5017 Plus noir que vous ne pensez par Jack Williamson, 1978
- 5018 Le Livre d'or de la science-fiction : Frank Herbert, 1978
- 5019 La Dimension des miracles par Robert Sheckley, 1978
- 5020 Demain les loups par Fritz Leiber, 1978
- 5021 La Dernière Aube par Catherine L. Moore, 1978
- 5022 Le Maître des ombres par Roger Zelazny, 1978
- 5023 Venus et le titan par Henry Kuttner, 1978
- 5024 Échange standard par Robert Sheckley, 1978
- 5025 Au-delà du néant par A. E. van Vogt, 1978
- 5026 Les Maîtres des dragons par Jack Vance, 1978
- 5027 La Planète géante par Jack Vance, 1978
- 5028 Les Récifs de l'espace par Frederik Pohl et Jack Williamson, 1978
- 5029 La Guerre des étoiles par George Lucas, 1978
- 5030 Le Livre d'or de la science-fiction : Norman Spinrad, 1979
- 5031 Frankenstein délivré par Brian Aldiss, 1978
- 5032 Le Livre d'or de la science-fiction : Robert Silverberg, 1979
- 5033 Le Triangle a quatre côtés par William Temple, 1978
- 5034 L'avenir commence demain par Isaac Asimov, 1978
- 5035 Le Livre d'or de la science-fiction : Le Manoir des roses, 1978
- 5036 L'Homme qui n'existait pas par Roger Zelazny, 1978
- 5037
- 5038 La Mort vivante par Stefan Wul, 1979
- 5039
- 5040 Les Improbables par Kurt Steiner, 1978
- 5041 Le Monstre et l'enfant par Dean Koontz, 1978
- 5042 Le Temps incertain par Michel Jeury, 1979
- 5043 L'Homme qui vendit la Lune par Robert A. Heinlein, 1979
- 5044
- 5045
- 5046 Pour patrie l'espace par Francis Carsac, 1979
- 5047
- 5048
- 5049 Le Livre d'or de la science-fiction : John Brunner, 1979
- 5050 Mécasme par John Thomas Sladek, 1979
- 5051 Le Livre d'or de la science-fiction : Philip K. Dick, 1979
- 5052 Le Prisonnier par Thomas Disch, 1979
- 5053 Les Enfants de Mord par Michel Jeury, 1979
- 5054 Rut aux étoiles par Philippe Curval, 1979
- 5055 Le Livre d'or de la science-fiction : La Citadelle écarlate, 1979
- 5056 Le Livre d'or de la science-fiction : Gérard Klein, 1979
- 5057 La Peste grise par Dean Koontz, 1979
- 5058 Le Livre d'or de la science-fiction : Encore des femmes et des merveilles, 1979
- 5059 Les Enfants de demain par A. E. van Vogt, 1979
- 5060 La Rage dans le troupeau par Pierre Pelot, 1979
- 5061 Le Livre d'or de la science-fiction : Catherine Moore & Henry Kuttner, 1979
- 5062 Le Temple du passé par Stefan Wul, 1979
- 5063 Les Vertes Collines de la Terre par Robert A. Heinlein, 1979
- 5064 Naissez nous ferons le reste par Patrice Duvic, 1979
- 5065 Au cœur de l'orage par Norman Spinrad, 1979
- 5066 Le Livre d'or de la science-fiction : Philip José Farmer, 1980
- 5067 Le Prince des étoiles par Jack Vance, 1980
- 5068 L'Œil du purgatoire par Jacques Spitz, 1980
- 5069 Dune 1 par Frank Herbert, 1980
- 5070 Dune 2 par Frank Herbert, 1980
- 5071 Le Livre d'or de la science-fiction : A. E. van Vogt, 1980
- 5072 Le Ciel bleu d'Irocke par Pierre Pelot, 1980
- 5073 Le Messie de Dune par Frank Herbert, 1980 - Le Messie de Dune (traduction révisée) par Frank Herbert, 2021 - Le Messie de Dune (version collector, traduction révisée) par Frank Herbert, 2023
- 5074 Le Livre d'or de la science-fiction : J. G. Ballard, 1980
- 5075 Le Livre d'or de la science-fiction : Robert Sheckley, 1980
- 5076 Révolte en 2100 par Robert A. Heinlein, 1980
- 5077 Le Sceptre du hasard par Gérard Klein, 1980
- 5078 Le Livre d'or de la science-fiction : Christopher Priest, 1980
- 5079 Le Livre d'or de la science-fiction : Philippe Curval, 1980
- 5080 La Machine à tuer par Jack Vance, 1980
- 5081 Le Palais de l'amour par Jack Vance, 1980
- 5082 Les Singes du temps par Michel Jeury, 1980
- 5083 Le Guérisseur de cathédrales par Philip K. Dick, 1980
- 5084 Le Livre d'or de la science-fiction : La troisième guerre mondiale n'aura pas lieu, 1980
- 5085 L'Envers du temps par John Brunner, 1980
- 5086 La Bête par A. E. van Vogt, 1980
- 5087 Le Livre d'or de la science-fiction : Science-fiction allemande - Étrangers à Utopolis, 1980
- 5088 L'Homme sans visage par Jack Vance, 1980
- 5089 Les Paladins de la liberté par Jack Vance, 1981
- 5090 Asutra ! par Jack Vance, 1981
- 5091 Les Tueurs de temps par Gérard Klein, 1980
- 5092 Le Livre d'or de la science-fiction : Isaac Asimov, 1980
- 5093 L'Étoile et le Fouet par Frank Herbert, 1980
- 5094 Le Livre d'or de la science-fiction : Alain Dorémieux, 1980
- 5095 Les Enfants de Mathusalem par Robert A. Heinlein, 1981
- 5096 Les Îles du vacarme par Pierre Pelot, 1981
- 5097 Le Livre d'or de la science-fiction : Jack Vance, 1980
- 5098 L'Étoile sauvage par Frederik Pohl et Jack Williamson, 1980
- 5099 Un pont de cendres par Roger Zelazny, 1981
- 5100
- 5101 Les Orphelins du ciel par Robert A. Heinlein, 1981
- 5102 Le Livre d'or de la science-fiction : Robert Heinlein, 1981
- 5103 Le Livre d'or de la science-fiction : Thomas Disch, 1981
- 5104 Métro pour l'enfer par Vladimir Volkoff, 1981
- 5105 Le Livre d'or de la science-fiction : Michael Moorcock, 1981
- 5106
- 5107 Tous à Estrevin ! par R. A. Lafferty, 1981
- 5108 La Promenade de l'ivrogne par Frederik Pohl, 1981
- 5109 Le 32 juillet par Kurt Steiner, 1981
- 5110 Le Livre d'or de la science-fiction : Richard Matheson, 1981
- 5111 Cette Terre par Michel Jeury, 1981
- 5112 Le Livre d'or de la science-fiction : Le Monde des chimères, 1981
- 5113 L'Homme qui trahit la vie par Philip José Farmer, 1981
- 5114
- 5115
- 5116
- 5117
- 5118 Le Livre d'or de la science-fiction : Arthur C. Clarke, 1981
- 5119 Le Livre d'or de la science-fiction : Science-fiction italienne, 1981
- 5120 Le Maître des rêves par Roger Zelazny, 1981
- 5121 La Tribu des loups par Frederik Pohl et Cyril M. Kornbluth, 1981
- 5122
- 5123 L'Âge des étoiles par Robert A. Heinlein, 1982
- 5124 Un tour en Thaery par Jack Vance, 1981
- 5125 L'Odyssée verte par Philip José Farmer, 1981
- 5126 Les Mangeurs d'argile par Pierre Pelot, 1981
- 5127 La Porte des mondes par Robert Silverberg, 1982
- 5128 Les Mondes de Magnus Ridolph par Jack Vance, 1982
- 5129 Matières grises par William Hjortsberg, 1982
- 5130 Soleil chaud poisson des profondeurs par Michel Jeury, 1982
- 5131 Le Pavé de l'enfer par Damon Knight, 1982
- 5132 Mission gravité par Hal Clement, 1982
- 5133 Le Livre d'or de la science-fiction : Michel Jeury, 1982
- 5134 Emphyrio par Jack Vance, 1982
- 5135 Saison de rouille par Pierre Pelot, 1982
- 5136 Citoyen de la galaxie par Robert A. Heinlein, 1982
- 5137 Miroirs de sang par Dean Koontz, 1982
- 5138 Le Livre d'or de la science-fiction : Fritz Leiber, 1982
- 5139 Les Chimères de l'ombre par John Brunner, 1982
- 5140 Le Faiseur d'univers par Philip José Farmer, 1982
- 5141
- 5142 Le Tire-bouchon du bon dieu par Vladimir Volkoff, 1982
- 5143 Le Livre d'or de la science-fiction : La Cathédrale de sang, 1982
- 5144 Le Visage du démon par Jack Vance, 1982
- 5145 Le Vol du serpent par Michel Jeury, 1982
- 5146 Route de la gloire par Robert A. Heinlein, 1982
- 5147
- 5148 Les Portes de la création par Philip José Farmer, 1982
- 5149
- 5150 Le Livre d'or de la science-fiction : Brian Aldiss, 1982
- 5151 Le Livre des rêves par Jack Vance, 1982
- 5152 Transit par Pierre Pelot, 1983
- 5153 Le Vagabond de l'espace par Robert A. Heinlein, 1983
- 5154 Le Sablier vert par Michel Jeury, 1983
- 5155 Les Prédateurs enjolivés par Pierre Christin, 1983
- 5156 Guêpe par Eric Frank Russell, 1983
- 5157 Soleils hurlants par Pierre Pelot, 1983
- 5158 Cosmos privé par Philip José Farmer, 1983
- 5159 Les Dépossédés par Ursula K. Le Guin, 1983
- 5160 Space Opera par Jack Vance, 1983
- 5161 Le Monde du lignus par Michel Jeury, 1983
- 5162 L'Enfant tombé des étoiles par Robert A. Heinlein, 1983
- 5163 Le Livre d'or de la science-fiction : Orbit, 1983
- 5164 Le Vent venu du soleil par Arthur C. Clarke, 1983
- 5165 Les Murs de la Terre par Philip José Farmer, 1983
- 5166 Le Sommeil du chien par Pierre Pelot, 1983
- 5167 Les Enfants de Dune par Frank Herbert, 1983 - Les Enfants de Dune (traduction révisée) par Frank Herbert, 2022 - Les Enfants de Dune (version collector, traduction révisée) par Frank Herbert, 2024
- 5168 Immortels en conserve par Michael G. Coney, 1983
- 5169 La Guerre des pieuvres par Vladimir Volkoff, 1983
- 5170 Elric le nécromancien par Michael Moorcock, 1983
- 5171 Le Livre des crânes par Robert Silverberg, 1984
- 5172 Le Jeu de la possession par John Brunner, 1984
- 5173 Le Père de feu par Pierre Pelot, 1984
- 5174 Le Livre d'or de la science-fiction : Science-fiction soviétique, 1984
- 5175 Le Preneur d'âmes par Frank Herbert, 1984
- 5176 La Sorcière dormante par Michael Moorcock, 1984
- 5177 Le Livre d'or de la science-fiction : Jean-Pierre Andrevon, 1983
- 5178 L'Autre Côté du rêve par Ursula K. Le Guin, 1984
- 5179 Les Cinq Rubans d'or par Jack Vance, 1984
- 5180 Le Fils de l'homme par Robert Silverberg, 1984
- 5181 Le nom du monde est forêt par Ursula K. Le Guin, 1984
- 5182 Blues pour Julie par Pierre Pelot, 1984
- 5183 L'Épée noire par Michael Moorcock, 1984
- 5184 Noire est la couleur par John Brunner, 1984
- 5185 Stormbringer par Michael Moorcock, 1984
- 5186 Dosadi par Frank Herbert, 1984
- 5187 Le Livre d'or de la science-fiction : Raphaël Lafferty, 1984
- 5188 Le Territoire humain par Michel Jeury, 1985
- 5189 Le Jardin de Suldrun par Jack Vance, 1985
- 5190 Le chien courait sur l'autoroute en criant son nom par Pierre Pelot, 1984
- 5191 La Main gauche de la nuit par Ursula K. Le Guin, 1984
- 5192
- 5193 Un monde d'azur par Jack Vance, 1984
- 5194 Épées et Démons par Fritz Leiber, 1984
- 5195
- 5196 Les Brontosaures mécaniques par Michael G. Coney, 1985
- 5197 L'Autre Moitié de l'homme par Joanna Russ, 1985
- 5198 Les Prêtres du psi par Frank Herbert, 1985
- 5199 Le Livre d'or de la science-fiction : Clifford D. Simak, 1985
- 5200 L'Homme programmé par Robert Silverberg, 1985
- 5201 Le Sorcier de Terremer par Ursula K. Le Guin, 1985
- 5202 Les Tombeaux d'Atuan par Ursula K. Le Guin, 1985
- 5203 L'Ultime Rivage par Ursula K. Le Guin, 1985
- 5204 Épées et Mort par Fritz Leiber, 1985
- 5205 Le Livre d'or de la science-fiction : Harry Harrison, 1985
- 5206 La ville est un échiquier par John Brunner, 1985
- 5207 En terre étrangère par Robert A. Heinlein, 1985
- 5208
- 5209 Ce chasseur-là par Pierre Pelot, 1985
- 5210 Les Productions du temps par John Brunner, 1985
- 5211 L'Enchâssement par Ian Watson, 1985
- 5212 La Grande Guerre des bleus et des roses par Norman Spinrad, 1985
- 5213 Épées et Brumes par Fritz Leiber, 1985
- 5214 L'Année du soleil calme par Wilson Tucker, 1985
- 5215 Les Maisons d'Iszm par Jack Vance, 1985
- 5216 Les Démons de Jérusalem par Michel Jeury, 1985
- 5217 Le Livre d'or de la science-fiction : Roger Zelazny, 1985
- 5218 Glissement de temps sur Mars par Philip K. Dick, 1986
- 5219 Les Crocs et les griffes par Michael G. Coney, 1986
- 5220 Destination vide par Frank Herbert, 1986
- 5221 La Perle verte par Jack Vance, 1986
- 5222 Les Déserteurs temporels par Robert Silverberg, 1986
- 5223 Les Miroirs de l'esprit par Norman Spinrad, 1986
- 5224 Le Pianiste déchaîné par Kurt Vonnegut, 1986
- 5225 La Maison du Cygne par Yves et Ada Rémy, 1986
- 5226 Terre mouvante par Roger Zelazny, 1986
- 5227 Les Erreurs de Joenes par Robert Sheckley, 1986
- 5228 La Cinquième Tête de Cerbère par Gene Wolfe, 1986
- 5229 Sécheresse par J. G. Ballard, 1986
- 5230 Mémoires trouvés dans une baignoire par Stanislas Lem, 1986
- 5231 Épées et Sorciers par Fritz Leiber, 1986
- 5232 La Marche de l'ours par Robert Charles Wilson, 1986
- 5233 Le Livre d'or de la science-fiction : Jules Verne, 1986
- 5234 Le Livre d'or de la science-fiction : Alfred Bester, 1986
- 5235 La Tour de verre par Robert Silverberg, 1986
- 5236 Les Yeux géants par Michel Jeury, 1986
- 5237 Encyclopédie de poche de la science-fiction : Guide de lecture par Claude Aziza et Jacques Goimard, 1986
- 5238 Charisme par Michael G. Coney, 1986
- 5239 Le Monde Lavalite par Philip José Farmer, 1986
- 5240 Cryptozoïque par Brian Aldiss, 1986
- 5241 L'Incident Jésus par Frank Herbert et Bill Ransom, 1986
- 5242 Le Vent de nulle part par J. G. Ballard, 1986
- 5243 Le Livre d'or de la science-fiction : James Tiptree, 1986
- 5244 L'Enfant tombé de nulle part par Roger Zelazny, 1986
- 5245 L'Empereur-Dieu de Dune par Frank Herbert, 1987 - L'Empereur-Dieu de Dune (traduction révisée) par Frank Herbert, 2022 - L'Empereur-Dieu de Dune (version collector, traduction révisée) par Frank Herbert, 2024
- 5246 Les Soldats de la mer par Yves et Ada Rémy, 1987
- 5247 Le Royaume de Lankhmar par Fritz Leiber, 1987
- 5248 Les Domaines de Koryphon par Jack Vance, 1987
- 5249 Le Livre d'or de la science-fiction : John Wyndham, 1987
- 5250 Le Masque vide par Philip José Farmer, 1987
- 5251 Le Rhume par Stanislas Lem, 1987
- 5252 Le Monde de Rocannon par Ursula K. Le Guin, 1987
- 5253 Les Guetteurs des étoiles par Robert Silverberg, 1987
- 5254 Encyclopédie de poche de la science-fiction : Livret pédagogique par Claude Aziza et Jacques Goimard, 1987
- 5255 Les Baladins de la planète géante par Jack Vance, 1987
- 5256 Crash ! par J. G. Ballard, 1987
- 5257 Le Livre d'or de la science-fiction : Damon Knight, 1987
- 5258 Franc-sorcier par Roger Zelazny, 1987
- 5259 Options par Robert Sheckley, 1987
- 5260 Planète d'exil par Ursula K. Le Guin, 1987
- 5261 La Magie des glaces par Fritz Leiber, 1987
- 5262 Champ mental par Frank Herbert, 1987
- 5263
- 5264
- 5265 Tu seras un autre par Cordwainer Smith, 1987
- 5266 Le Rêveur aux étoiles par Cordwainer Smith, 1987
- 5267 Les Puissances de l'espace par Cordwainer Smith, 1987
- 5268 L'Homme qui acheta la Terre par Cordwainer Smith, 1987
- 5269 Le Sous-Peuple par Cordwainer Smith, 1987
- 5270 La Quête des trois mondes par Cordwainer Smith, 1987
- 5271 La Vie éternelle par Jack Vance, 1987
- 5272 Plus X par Eric Frank Russell, 1987
- 5273 Douces Illusions par Robert Sheckley, 1987
- 5274 La Cité des illusions par Ursula K. Le Guin, 1987
- 5275 Le Temps désarticulé par Philip K. Dick, 1987
- 5276 Elric des dragons par Michael Moorcock, 1987
- 5277 Chants des étoiles par Norman Spinrad, 1988
- 5278 Révolte sur la Lune par Robert A. Heinlein, 1988
- 5279 Le Monde inverti par Christopher Priest, 1988
- 5280 Terre champ de bataille : Les Derniers Hommes par L. Ron Hubbard, 1988
- 5281 Terre champ de bataille : La Reconquête par L. Ron Hubbard, 1988
- 5282 Terre champ de bataille : Le Secret des Psuchlos par L. Ron Hubbard, 1988
- 5283 La Barrière Santaroga par Frank Herbert, 1988
- 5284 Les Humanoïdes par Jack Williamson, 1988
- 5285 Millions de soleils par Jack Williamson, 1988
- 5286 Le Navire des glaces par Michael Moorcock, 1988
- 5287 I.G.H. par J. G. Ballard, 1988
- 5288 Les Quatre Vents du désir par Ursula K. Le Guin, 1988
- 5289 Les Dédales démesures par Philip K. Dick, 1988
- 5290 L'Étoile du danger par Marion Zimmer Bradley, 1988
- 5291 Le Privé du cosmos par Philip José Farmer, 1988
- 5292 Le Navigateur sur les mers du destin par Michael Moorcock, 1988
- 5293 Triton par Samuel R. Delany, 1988
- 5294 Le Masque par Stanislas Lem, 1988
- 5295 Soleil vert par Harry Harrison, 1988
- 5296
- 5297
- 5298 Le Joyau noir par Michael Moorcock, 1988
- 5299 Vermilion Sands par J. G. Ballard, 1988
- 5300 Le Barde du futur par Poul Anderson, 1988
- 5301 La Station d'Araminta par Jack Vance, 1988
- 5302 L'Épée enchantée par Marion Zimmer Bradley, 1988
- 5303 Le Rôdeur devant le seuil par August Derleth et H. P. Lovecraft, 1988
- 5304 Et l'homme créa un dieu par Frank Herbert, 1988
- 5305 Le Maître des ténèbres par Tanith Lee, 1988
- 5306 Magies et Merveilles par Catherine L. Moore, 1988
- 5307 Le Dieu fou par Michael Moorcock, 1988
- 5308 Le Maître de la mort par Tanith Lee, 1988
- 5309 Miasmes de mort par Richard Matheson, 1988
- 5310 L'Horreur dans le musée, 1988
- 5311 L'Horreur dans le cimetière par H. P. Lovecraft, 1990
- 5312
- 5313 Le Masque de Cthulhu par August Derleth et H. P. Lovecraft, 1990
- 5314 Soleil sanglant par Marion Zimmer Bradley, 1989
- 5315 Araminta 2 par Jack Vance, 1988
- 5316 La Maîtresse des délires par Tanith Lee, 1989
- 5317 L'Épée de Rhiannon par Leigh Brackett, 1988
- 5318 Le Maître des illusions par Tanith Lee, 1988
- 5319 Revivre encore par Robert Silverberg, 1988
- 5320 La Tour interdite par Marion Zimmer Bradley, 1989
- 5321 La Boîte à maléfices par Robert Bloch, 1989
- 5322 Les Hérétiques de Dune par Frank Herbert, 1989 - Les Hérétiques de Dune (traduction révisée) par Frank Herbert, 2022 - Les Hérétiques de Dune (version collector, traduction révisée) par Frank Herbert, 2025
- 5323 Les Sortilèges de la nuit par Tanith Lee, 1989
- 5324 Le Rêveur illimité par J. G. Ballard, 1989
- 5325
- 5326 Le Chaos final par Norman Spinrad, 1990
- 5327 Comme une bête par Philip José Farmer, 1991
- 5328 Gare à la bête par Philip José Farmer, 1991
- 5329 La Jungle nue par Philip José Farmer, 1990
- 5330 L'Ombre venue de l'espace par August Derleth et H. P. Lovecraft, 1990
- 5331 L'Épée de l'aurore par Michael Moorcock, 1989
- 5332 Les Songes superbes par Theodore Sturgeon, 1989
- 5333 La Planète aux vents de folie par Marion Zimmer Bradley, 1989
- 5334 Prisonniers de la flamme par Samuel R. Delany, 1989
- 5335 Futur intérieur par Christopher Priest, 1989
- 5336 Le Secret de Sinharat par Leigh Brackett, 1989
- 5337 Nouvelles aventures d'Ijon Tichy par Stanislas Lem, 1989
- 5338 La Nuit du Sagittaire par Pierre Pelot, 1990
- 5339 Le Secret des runes par Michael Moorcock, 1989
- 5340 Le Comte Airain par Michael Moorcock, 1989
- 5341 Le Vol du dragon par Anne McCaffrey, 1989
- 5342 La Quête du dragon par Anne McCaffrey, 1989
- 5343 Le Dragon blanc par Anne McCaffrey, 1989
- 5344 Le Champion de Garathorm par Michael Moorcock, 1989
- 5345 La Quête de Tanelorn par Michael Moorcock, 1990
- 5346 La Fontaine pétrifiante par Christopher Priest, 1990
- 5347 L'Appel de Cthulhu par August Derleth et H. P. Lovecraft, 1989
- 5348 Reine des orages par Marion Zimmer Bradley, 1989
- 5349 Les Tours de Toron par Samuel R. Delany, 1989
- 5350 Le Peuple du talisman par Leigh Brackett, 1989
- 5351 Les Lubies lunatiques par Fritz Leiber, 1989
- 5352 Le Mariage alchimique d'Alistair Crompton par Robert Sheckley, 1989
- 5353 Trips par Robert Silverberg, 1989
- 5354 L'Ambassade de l'espace par Ian Watson, 1990
- 5355 La Chose des ténèbres, 1989
- 5356 La Reine des sortilèges par David Eddings, 1990
- 5357 Le Pion blanc des présages par David Eddings, 1990
- 5358 Le Seigneur des arbres par  Philip José Farmer, 1990
- 5359 Trois cœurs, trois lions par Poul Anderson, 1990
- 5360 Tempête d'une nuit d'été par Poul Anderson, 1990
- 5361 La Dame aux dragons par Anne McCaffrey, 1990
- 5362 L'Aube des dragons par Anne McCaffrey, 1990
- 5363 Les Joueurs de Titan par Philip K. Dick, 1990
- 5364 La Captive aux cheveux de feu par Marion Zimmer Bradley, 1990
- 5365 Projet Jason par Marion Zimmer Bradley, 1990
- 5366 Les Casseurs de mondes par Marion Zimmer Bradley, 1991
- 5367
- 5368
- 5369
- 5370 Futurs sans escale, 1990
- 5371 Futurs en délire, 1990
- 5372 Futurs à gogos, 1991
- 5373 Les Courants de l'espace par Isaac Asimov, 1991
- 5374 Futurs pas possibles, 1991
- 5375 Futurs tous azimuts, 1992
- 5376 Futurs sens dessus dessous, 1993
- 5377 Futurs qui craignent, 1993
- 5378 Futurs, mode d'emploi, 1994
- 5379 Futurs à bascule, 1994
- 5380 Prélude à Fondation par Isaac Asimov, 1990
- 5381 Destination cerveau par Isaac Asimov, 1990
- 5382 Les Pilotes de la Grande Porte par Frederik Pohl, 1990
- 5383 Le Dragon de l'épée par Michael Moorcock, 1991
- 5384 La Cité des mille soleils par Samuel R. Delany, 1990
- 5385 La Chaîne brisée par Marion Zimmer Bradley, 1989
- 5386 La Grande Porte par Frederik Pohl, 1989
- 5387 La Maison des mères par Frank Herbert, 1990 - La Maison des mères (traduction révisée) par Frank Herbert, 2022 - La Maison des mères (version collector, traduction révisée) par Frank Herbert, 2025
- 5388 Les Terriens arrivent ! par Leigh Brackett, 1990
- 5389 Paradoxe perdu par Fredric Brown, 1990
- 5390 La Trace de Cthulhu par August Derleth et H. P. Lovecraft, 1990
- 5391 Symboles secrets par Theodore Sturgeon, 1990
- 5392 Histoire de Nerilka par Anne McCaffrey, 1991
- 5393 Les Renégats de Pern par Anne McCaffrey, 1991
- 5394 Madouc par Jack Vance, 1990
- 5395 Homme-plus par Frederik Pohl, 1990
- 5396 Retour à Arkham par Robert Bloch, 1992
- 5397 Mythes d'un futur proche par J. G. Ballard, 1990
- 5398 Le Congrès de futurologie par Stanislas Lem, 1990
- 5399 Le Vin saphir par Tanith Lee, 1991
- 5400 Ne mords pas le soleil ! par Tanith Lee, 1991
- 5401 Crimes et Enchantements par Jack Vance, 1991
- 5402 Docteur Bizarre par Jack Vance, 1992
- 5403 Châteaux en espace par Jack Vance, 1993
- 5404 Pagaille au loin par Jack Vance, 1994
- 5405 Les Visiteurs du miracle par Ian Watson, 1991
- 5406 La Mort en cage par Ian Watson, 1992
- 5407 Le Canal Ophite par John Varley, 1991
- 5408 Jem par Frederik Pohl, 1991
- 5409 Simulacres par Philip K. Dick, 1991
- 5410 La Forteresse de la perle par Michael Moorcock, 1990
- 5411 Mémoires d'Ijon Tichy par Stanislas Lem, 1990
- 5412 Le Livre noir, 1991
- 5413 Les Avaleurs de vide par Norman Spinrad, 1993
- 5414 Rêve de fer par Norman Spinrad, 1992
- 5415
- 5416
- 5417
- 5418 Le Crépuscule des épées par Fritz Leiber, 1991
- 5419 Le Gambit du magicien par David Eddings, 1991
- 5420 L'Exil de Sharra par Marion Zimmer Bradley, 1991
- 5421 L'Héritage d'Hastur par Marion Zimmer Bradley, 1991
- 5422 Les Guerriers d'argent par Michael Moorcock, 1991
- 5423 Le Champion éternel par Michael Moorcock, 1990
- 5424 La Tour des maléfices par David Eddings, 1991
- 5425 La Fin de partie de l'enchanteur par David Eddings, 1992
- 5426 La Source de magie par Piers Anthony, 1991
- 5427 Lunes pour caméléon par Piers Anthony, 1991
- 5428 Résurrections par Robert Silverberg, 1991
- 5429 Les Fabricants d'Éden par Frank Herbert, 1991
- 5430 Le Savoir interdit par Stephen R. Donaldson, 1993
- 5431 La Véritable Histoire par Stephen R. Donaldson, 1992
- 5432 Faust Aleph Zéro par James Blish, 1992
- 5433 Les Pionniers du chaos par Norman Spinrad, 1991
- 5434
- 5435
- 5436
- 5437
- 5438
- 5439 Le Galop d'essai par Anne McCaffrey, 1992
- 5440 Le Bond vers l'infini par Anne McCaffrey, 1992
- 5441 Le Plan des envahisseurs par L. Ron Hubbard, 1991
- 5442 La Forteresse du mal par L. Ron Hubbard, 1991
- 5443 L'Ennemi intérieur par L. Ron Hubbard, 1991
- 5444 Une affaire très étrange par L. Ron Hubbard, 1992
- 5445 L'Empire de la peur par L. Ron Hubbard, 1989
- 5446 Objectif Mort par L. Ron Hubbard, 1989
- 5447 Destination vengeance par L. Ron Hubbard, 1993
- 5448 Catastrophe par L. Ron Hubbard, 1993
- 5449 Noire Victoire par L. Ron Hubbard, 1993
- 5450 Requiem pour une planète par L. Ron Hubbard, 1994
- 5451
- 5452 La Communauté de l'anneau par J. R. R. Tolkien, 1991 - La Fraternité de l'anneau (nouvelle traduction) par J. R. R. Tolkien, 2017 - La Fraternité de l'anneau (version collector, nouvelle traduction) par J. R. R. Tolkien, 2024
- 5453 Les Deux Tours par J. R. R. Tolkien, 1991 - Les Deux Tours (nouvelle traduction) par J. R. R. Tolkien, 2017 - Les Deux Tours (version collector, nouvelle traduction) par J. R. R. Tolkien, 2024
- 5454 Le Retour du roi par J. R. R. Tolkien, 1991 - Le Retour du roi (nouvelle traduction) par J. R. R. Tolkien, 2017 - Le Retour du roi (version collector, nouvelle traduction) par J. R. R. Tolkien, 2024
- 5455 Le Bal des schizos par Philip K. Dick, 1991
- 5456 Station cauchemar par Philip José Farmer, 1992
- 5457
- 5458 La Belle Fauconnière par Marion Zimmer Bradley, 1992
- 5459 Le Loup des Kilghard par Marion Zimmer Bradley, 1992
- 5460 Le Glaive et l'étalon par Michael Moorcock, 1993
- 5461 Le Chêne et le bélier par Michael Moorcock, 1993
- 5462 La Lance et le taureau par Michael Moorcock, 1992
- 5463 Le Roi des épées par Michael Moorcock, 1992
- 5464 La Reine des épées par Michael Moorcock, 1992
- 5465 Le Chevalier des épées par Michael Moorcock, 1991
- 5466 L'(A)ile du centaure par Piers Anthony, 1992
- 5467 Château-Roogna par Piers Anthony, 1992
- 5468
- 5469 La Dame de la haute tour par Anne McCaffrey, 1993
- 5470 Les Voix de l'espace par Marion Zimmer Bradley, 1994
- 5471 La Chose au cœur du monde par David Brin, 1992
- 5472 Message de l'univers par David Brin, 1992
- 5473 Le Retour du Jedi par James Kahn, 1992
- 5474 L'Empire contre-attaque par Donald F. Glut, 1992
- 5475 La Guerre des étoiles par George Lucas, 1992
- 5476
- 5477
- 5478 Les Trois Amazones par Marion Zimmer Bradley, Julian May et Andre Norton, 1992
- 5479 Un air de sorcellerie par Elizabeth Ann Scarborough, 1994
- 5480 Tehanu par Ursula K. Le Guin, 1993
- 5481 Le Roi des Murgos par David Eddings, 1993
- 5482 Les Gardiens du Ponant par David Eddings, 1992
- 5483 Psaumes pour H.P. Lovecraft : L'ombre du maître, 1992
- 5484
- 5485 L'Aile du dragon par Tracy Hickman et Margaret Weis, 1992
- 5486 L'Étoile des Elfes par Tracy Hickman et Margaret Weis, 1992
- 5487 Le Cerf pâle par Nancy Springer, 1994
- 5488 Le Chevalier aveugle par Gail Van Asten, 1993
- 5489 Belle par Robin McKinley, 1993
- 5490 La Magicienne de la forêt d'Eld par Patricia A. McKillip, 1993
- 5491 L'Adieu au roi, 1992
- 5492 Sur les berges du temps, 1993
- 5493 L'Éveil des belles au bois, 1994
- 5494 Le Retour des ténèbres par Isaac Asimov et Robert Silverberg, 1992
- 5495 Les Héritiers d'Hammerfell par Marion Zimmer Bradley, 1993
- 5496 La Mer de feu par Tracy Hickman et Margaret Weis, 1993
- 5497 Les Tambours de Pern par Anne McCaffrey, 1993
- 5498 Tous les Weyrs de Pern par Anne McCaffrey, 1993
- 5499 La Chanteuse-dragon de Pern par Anne McCaffrey, 1993

### Duno5500auno5999
- 5500 Le Serpent mage par Tracy Hickman et Margaret Weis, 1993
- 5501
- 5502
- 5503
- 5504 Le Paladin de la nuit par Tracy Hickman et Margaret Weis, 1994
- 5505 Le Prophète d'Akhran par Margaret Weis, 1994
- 5506 Fendragon par Barbara Hambly, 1993
- 5507 Le Chant du dragon par Anne McCaffrey, 1993
- 5508 Azazel par Isaac Asimov, 1993
- 5509
- 5510 La Maison des Amazones par Marion Zimmer Bradley, 1993
- 5511 L'Éveil du dieu noir par Stephen R. Donaldson, 1994
- 5512 Le Réveil des magiciens par Katherine Kurtz, 1994
- 5513 La Chasse aux magiciens par Katherine Kurtz, 1994
- 5514 Némésis par Isaac Asimov, 1993
- 5515
- 5516 La Rage d'Orc le Rouge par Philip José Farmer, 1994
- 5517 La Rowane par Anne McCaffrey, 1993
- 5518 Amours, délices et ogres par Piers Anthony, 1993
- 5519 Le Démon majeur de Karanda par David Eddings, 1993
- 5520 Le Dragon sous la mer par Frank Herbert, 1993
- 5521 Bonne Vieille Terre par Jack Vance, 1993
- 5522 La Sorcière de Darshiva par David Eddings, 1994
- 5523 La Sibylle de Kell par David Eddings, 1994
- 5524 Cavale dans la nuit par Piers Anthony, 1993
- 5525 Plus fort que le feu par Philip José Farmer, 1993
- 5526
- 5527 La Tapisserie des Gobelins par Piers Anthony, 1994
- 5528 Dragon sur piédestal par Piers Anthony, 1994
- 5529 Redécouverte par Marion Zimmer Bradley et Mercedes Lackey, 1994
- 5530 La Cité Mirage par Marion Zimmer Bradley, 1993
- 5531 La Chanteuse crystal par Anne McCaffrey, 1994
- 5532 La Revanche de la Rose par Michael Moorcock, 1994
- 5533 Elric à la fin des temps par Michael Moorcock, 1994
- 5534
- 5535
- 5536 Killashandra par Anne McCaffrey, 1995
- 5537 La Mémoire du crystal par Anne McCaffrey, 1995
- 5538 Throy par Jack Vance, 1995
- 5539 L'Enfant du temps par Isaac Asimov et Robert Silverberg, 1995
- 5540 Damia par Anne McCaffrey, 1994
- 5541
- 5542 L'Embarquement pour Arkham par Robert Bloch, 1994
- 5543 Au bout du cauchemar par L. Ron Hubbard, 1994
- 5544 Le Désir du Dieu errant par Tracy Hickman et Margaret Weis, 1994
- 5545 Les Yeux d'Heisenberg par Frank Herbert, 1994
- 5546 Les Mangeurs de morts par Michael Crichton, 1994
- 5547 Futurs bien frappés, 1995
- 5548 Cher démon par Piers Anthony et Mercedes Lackey, 1995
- 5549 La Chute des fils par Anne McCaffrey, 1995
- 5550 Futurs en voie d'extinction, 1995
- 5551 Le Triomphe des magiciens par Katherine Kurtz, 1995
- 5552 Roi de folie par Katherine Kurtz, 1995
- 5553 L'Héritier de l'Empire par Timothy Zahn, 1995
- 5554 Final black-out par L. Ron Hubbard, 1995
- 5555 Le Trône de diamant par David Eddings, 1995
- 5556 Doc MathusaLem par L. Ron Hubbard, 1998
- 5557 La Main du chaos par Tracy Hickman et Margaret Weis, 1995
- 5558 Voyage au fond du labyrinthe par Tracy Hickman et Margaret Weis, 1995
- 5559
- 5560
- 5561 Le Jeu des forces par Anne McCaffrey et Elizabeth Ann Scarborough, 1998
- 5562 Terre de liberté par Anne McCaffrey, 1999
- 5563
- 5564 Les Amazones libres, 1995
- 5565 Chasse sur la lune rouge par Marion Zimmer Bradley, 1995
- 5566 La Quête du roi par Margaret Weis, 1996
- 5567 L'Épreuve du roi par Margaret Weis, 1997
- 5568 Le Sacrifice du roi par Margaret Weis, 1997
- 5569 La Légion fantôme par Margaret Weis, 1998
- 5570 La Naissance de l'épée par Tracy Hickman et Margaret Weis, 1998
- 5571 La Malédiction de l'épée par Tracy Hickman et Margaret Weis, 1999
- 5572 Le Triomphe de l'épée par Tracy Hickman et Margaret Weis, 1999
- 5573 Le Miroir de ses rêves par Stephen R. Donaldson, 1995
- 5574 Un cavalier passe par Stephen R. Donaldson, 1995
- 5575 Le Feu de ses passions par Stephen R. Donaldson, 1995
- 5576 Les Forces majeures par Anne McCaffrey et Elizabeth Ann Scarborough, 1995
- 5577 Le Chevalier de rubis par David Eddings, 1995
- 5578 Hypérion 1 par Dan Simmons, 1995
- 5579 Hypérion 2 par Dan Simmons, 1995
- 5580 La Chute d'Hypérion 1 par Dan Simmons, 1995
- 5581 La Chute d'Hypérion 2 par Dan Simmons, 1995
- 5582 La Septième Porte par Tracy Hickman et Margaret Weis, 1996
- 5583 Les Fils de Fondation, 1997
- 5584 Sœurs de sang par Mercedes Lackey, 1995
- 5585 Les Parjures par Mercedes Lackey, 1995
- 5586 La Proie de la magie par Mercedes Lackey, 1997
- 5587 Les Promesses de la magie par Mercedes Lackey, 1998
- 5588 Le Prix de la magie par Mercedes Lackey, 1998
- 5589 Les Métamorphes par Jennifer Roberson, 1996
- 5590 La Ballade d'Homana par Jennifer Roberson, 1996
- 5591 L'Épée du destin par Jennifer Roberson, 1997
- 5592 La Piste du loup blanc par Jennifer Roberson, 1997
- 5593 Une nichée de princes par Jennifer Roberson, 1998
- 5594 La Fille du lion par Jennifer Roberson, 1998
- 5595 Le Vol du corbeau par Jennifer Roberson, 1999
- 5596 La Tapisserie aux lions par Jennifer Roberson, 2000
- 5597 Le Cycle des légendes, 1998
- 5598 Les Âges du chaos, 1996
- 5599 Les Cent Royaumes, 1997
- 5600
- 5601 L'empire débarque, 1999
- 5602 L'Alliance, 2000
- 5603 Les Survivants par Marion Zimmer Bradley et Paul Edwin Zimmer, 1996
- 5604 La Chanson de l'exil par Marion Zimmer Bradley, 1996
- 5605 Les Ruines d'Isis par Marion Zimmer Bradley, 1998
- 5606 La Gladiatrice par Marion Zimmer Bradley, 1998
- 5607 Roi de douleur par Katherine Kurtz, 1996
- 5608 Roi de mort par Katherine Kurtz, 1996
- 5609 Le Bâtard de l'évêque par Katherine Kurtz, 1997
- 5610 La Justice du roi par Katherine Kurtz, 1997
- 5611 La Quête de saint Camber par Katherine Kurtz, 1998
- 5612 Le Calvaire de Gwynedd par Katherine Kurtz, 1998
- 5613 L'Année du roi Javan par Katherine Kurtz, 1999
- 5614 Le Héros des rêves par Brian Lumley, 1996
- 5615 Le Canyon hanté par Louis L'Amour, 1996
- 5616 Le Vaisseau des rêves par Brian Lumley, 1997
- 5617 La Lune des rêves par Brian Lumley, 1998
- 5618
- 5619 L'Aube de Fondation par Isaac Asimov, 1996
- 5620 Le Vaisseau qui chantait par Anne McCaffrey, 1996
- 5621 Mais le docteur est d'or par Isaac Asimov, 1996
- 5622 L'Ultime Commandement par Timothy Zahn, 1997
- 5623 La Bataille des Jedi par Timothy Zahn, 1996
- 5624 Le Seigneur des airs par Michael Moorcock, 1996
- 5625 Le Léviathan des terres par Michael Moorcock, 1996
- 5626 Le Tsar d'acier par Michael Moorcock, 1997
- 5627 Légende par Isaac Asimov, 1996
- 5628 Les Dômes de feu par David Eddings,2000
- 5629 Les Dauphins de Pern par Anne McCaffrey, 1996
- 5630 Les Enfants de Damia par Anne McCaffrey, 1999
- 5631 La Rose de saphir par David Eddings, 1996
- 5632 La Cité occulte par David Eddings, 1998
- 5633 Ceux-qui-brillent par David Eddings, 2000
- 5634 Les Flèches de la reine par Mercedes Lackey, 1996
- 5635 L'Envol de la flèche par Mercedes Lackey, 1996
- 5636 La Chute de la flèche par Mercedes Lackey, 1997
- 5637 Lignes de forces par Anne McCaffrey et Elizabeth Ann Scarborough, 1997
- 5638 L'Orgueil des Lyon par Anne McCaffrey, 2000
- 5639
- 5640
- 5641
- 5642 La Quête des Jedi par Kevin J. Anderson, 1996
- 5643 Les Champions de la Force par Kevin J. Anderson, 1996
- 5644 Sombre Disciple par Kevin J. Anderson, 1996
- 5645 Par-delà le multivers, 1996
- 5646 La Huitième Couleur par Terry Pratchett, 1997
- 5647 Le Huitième Sortilège par Terry Pratchett, 1997
- 5648 Strate-à-gemmes par Terry Pratchett, 1997
- 5649 La Face obscure du Soleil par Terry Pratchett, 1998
- 5650 Le Trône du dragon par Tad Williams, 1997
- 5651 Le Roi de l'orage par Tad Williams, 1997
- 5652 La Roue du temps par Robert Jordan, 1997
- 5653 L'Œil du monde par Robert Jordan, 1997
- 5654 L'Orée du bois par John Crowley, 1998
- 5655 L'Art de la mémoire par John Crowley, 1998
- 5656 Manhattan Transfert par John E. Stith (en), 1996
- 5657 Frère termite par Patricia Anthony, 1999
- 5658 La Gloire d'Elric, 1997
- 5659 Avance rapide par Michael Marshall Smith, 1998
- 5660 Belgarath le sorcier : Les Années noires par David Eddings et Leigh Eddings, 2002
- 5661 Traquenard sur Corellia par Roger MacBride Allen, 1997
- 5662 Assaut sur Selonia par Roger MacBride Allen, 1997
- 5663 Bras de fer sur Centerpoint par Roger MacBride Allen, 1997
- 5664 Le Cor de Valère par Robert Jordan, 1998
- 5665 La Bannière du dragon par Robert Jordan, 1999
- 5666 La Maison de l'ancêtre par Tad Williams, 1999
- 5667 La Pierre de l'adieu par Tad Williams, 1999
- 5668 Le Livre des contes perdus par J. R. R. Tolkien, 1999 - Le Premier Livre des contes perdus par J. R. R. Tolkien, 2007
- 5669
- 5670
- 5671 Mortimer par Terry Pratchett, 1998
- 5672 La Huitième Fille par Terry Pratchett, 1998
- 5673 L'Étoile de cristal par Vonda N. McIntyre, 1998
- 5674 Le Mariage de la Princesse Leia par Dave Wolverton, 1998
- 5675 Trêve à Bakura par Kathy Tyers, 1998
- 5676 Polgara la sorcière : Le Temps des souffrances par David Eddings et Leigh Eddings, 2003
- 5677 L'Œil du dragon par Anne McCaffrey, 2001
- 5678 Terre de défi par Anne McCaffrey, 2000
- 5679 Æypt par John Crowley, 2001
- 5680 Amour et Sommeil par John Crowley, 2001
- 5681 Endymion 1 par Dan Simmons, 2000
- 5682 L'Éveil d'Endymion 1 par Dan Simmons, 2000
- 5683
- 5684 Sourcellerie par Terry Pratchett, 1999
- 5685 Le Chien de guerre et la Douleur du monde par Michael Moorcock, 2000
- 5686 La Cité des étoiles d'automne par Michael Moorcock, 2000
- 5687 La Chute d'Atlantis par Marion Zimmer Bradley, 1998
- 5688
- 5689 Acorna par Margaret Ball et Anne McCaffrey, 1999
- 5690
- 5691 Frères de chair par Michael Marshall Smith, 1999
- 5692 La Matrice fantôme par Marion Zimmer Bradley, 2002
- 5693 Le Soleil du traître par Marion Zimmer Bradley, 2003
- 5694 Le Prince félon par Katherine Kurtz, 2000
- 5695 La Renaissance de l'épée par Tracy Hickman et Margaret Weis, 2000
- 5696 La Mémoire des étoiles par Jack Vance, 1998
- 5697 Tout sauf un homme par Isaac Asimov et Robert Silverberg, 1998
- 5698 Le Moineau de Dieu par Mary Doria Russell, 2001
- 5699 Anciens Rivages par Jack McDevitt, 1999
- 5700 Le Dragon réincarné par Robert Jordan, 2001
- 5701 Le Livre du nécromant par Tad Williams, 2000
- 5702 Sentinelles par Tracy Hickman et Margaret Weis, 1999
- 5703 Par le fer par Mercedes Lackey, 2000
- 5704 Les Vents du destin par Mercedes Lackey, 2000
- 5705 Les Vents du changement par Mercedes Lackey, 1999
- 5706 Les Vents furieux par Mercedes Lackey, 2000
- 5707 L'Annonce des tempêtes par Mercedes Lackey, 2003
- 5708 L'Arrivée des tempêtes par Mercedes Lackey, 2003
- 5709 Au cœur des tempêtes par Mercedes Lackey, 2004
- 5710 Le Griffon noir par Larry Dixon et Mercedes Lackey, 2001
- 5711 Le Griffon blanc par Larry Dixon et Mercedes Lackey, 2001
- 5712 Le Griffon d'argent par Larry Dixon et Mercedes Lackey, 2002
- 5713
- 5714
- 5715
- 5716
- 5717 Polgara la sorcière - Les Années d'enfance par David Eddings et Leigh Eddings, 2003
- 5718 Le Second livre des contes perdus par J. R. R. Tolkien, 2001
- 5719 Autremonde par Tad Williams, 2003
- 5720 L'Ombre de la cité d'or par Tad Williams, 2004
- 5721 Trois Sœurcières par Terry Pratchett, 1999
- 5722 Héritier du soleil par Judith Tarr, 2001
- 5723 La Dame d'Han-Gilen par Judith Tarr, 2001
- 5724 Une pluie de princes par Judith Tarr, 2002
- 5725 Les Flèches du soleil par Judith Tarr, 2003
- 5726 La Lance du ciel par Judith Tarr, 2004
- 5727
- 5728
- 5729 Escales dans les étoiles par Jack Vance, 2001
- 5730 Le Crépuscule des elfes par Jean-Louis Fetjaine, 2002
- 5731 Le Codex de Riva par David Eddings et Leigh Eddings, 2020
- 5732 Terre d'élection par Anne McCaffrey, 2001
- 5733 La Proie des rêves par Michael Marshall Smith, 2001
- 5734 Le Jeu des ténèbres par Robert Jordan, 2001
- 5735 Le Cri de Camaris par Tad Williams, 2000
- 5736
- 5737 Au guet ! par Terry Pratchett, 2000
- 5738 Pyramides par Terry Pratchett, 2000
- 5739 Le Don d'amour par David Farland, 2000 - La Douleur de la terre par David Farland, 2009
- 5740 L'Anneau du serpent par David Farland, 2000 - La Confrérie des loups par David Farland, 2009
- 5741
- 5742
- 5743 Fragments d'un miroir brisé, 2001
- 5744 L'Épée de la nuit par Tracy Hickman et Margaret Weis, 2001
- 5745 L'Ombre de la roue par Tad Williams, 2001
- 5746
- 5747
- 5748 La Nuit des elfes par Jean-Louis Fetjaine, 2002
- 5749 Le Temple et la Pierre par Katherine Kurtz et Deborah Turner Harris, 2004
- 5750 Le Temple et la Couronne par Katherine Kurtz et Deborah Turner Harris, 2006
- 5751 Endymion 2 par Dan Simmons, 2000
- 5752 La Quête d'Acorna par Margaret Ball et Anne McCaffrey, 2002
- 5753 Le Peuple d'Acorna par Anne McCaffrey et Elizabeth Ann Scarborough, 2002
- 5754 La Tour de l'ange vert par Tad Williams, 2001
- 5755 La Montée des orages par Robert Jordan, 2002
- 5756 La Dernière Chance par David Farland, 2001
- 5757 Le Sceau de la désolation par David Farland, 2001
- 5758 La Tour des rêves par Jamil Nasir, 2001
- 5759 Mirages lointains par Jamil Nasir, 2002
- 5760 L'Éveil d'Endymion 2 par Dan Simmons, 2000
- 5761 Éric par Terry Pratchett, 2001
- 5762 Rupture dans le réel : Émergence par Peter F. Hamilton, 2003
- 5763 Rupture dans le réel : Expansion par Peter F. Hamilton, 2003
- 5764 La Jeune Fille et les Clones par David Brin, 2001
- 5765 Les Zinzins d'Olive-Oued par Terry Pratchett, 2001
- 5766
- 5767
- 5768 L'Heure des elfes par Jean-Louis Fetjaine, 2002
- 5769 Le Message par Joe Haldeman, 2002
- 5770 Réalité partagée par Nancy Kress, 2004
- 5771 La Maison des Atréides par Kevin J. Anderson et Brian Herbert, 2002
- 5772
- 5773 Les Ciels de Pern par Anne McCaffrey, 2006
- 5774 Le Vaisseau cyborg par Margaret Ball et Anne McCaffrey, 2005
- 5775
- 5776 Le Fleuve entre les mondes par Tad Williams, 2004
- 5777 Les Voiles d'illusion par Tad Williams, 2005
- 5778 L'Invasion par Kristine Kathryn Rusch, 2004
- 5779 Le Sacrifice par Kristine Kathryn Rusch, 2004
- 5780
- 5781
- 5782 La Salle des ossements par David Farland, 2002 - Les Entrailles du mal par David Farland, 2009
- 5783 Par le feu et par le sang par David Farland, 2002
- 5784 Belgarath le sorcier : Les Années d'espoir par David Eddings et Leigh Eddings, 2002
- 5785 Le Faucheur par Terry Pratchett, 2002
- 5786 Mécomptes de fées par Terry Pratchett, 2002
- 5787 La Maison Harkonnen par Kevin J. Anderson et Brian Herbert, 2004
- 5788 Tourmentes par Robert Jordan, 2002
- 5789 Étincelles par Robert Jordan, 2003
- 5790 L'Alchimiste du neutronium : Conflit par Peter F. Hamilton, 2005
- 5791 Fondation en péril par Gregory Benford, 2002
- 5792 Fondation et Chaos par Greg Bear, 2002
- 5793 Le Triomphe de Fondation par David Brin, 2002
- 5794 Une femme pour le roi par Katherine Kurtz, 2002
- 5795 Le Monde d'Acorna par Anne McCaffrey et Elizabeth Ann Scarborough, 2003
- 5796 Artefacts par Nancy Kress, 2004
- 5797 Les Exilés du rêve par Tad Williams, 2005
- 5798 Le Changelin par Kristine Kathryn Rusch, 2005
- 5799 Les Feux du ciel par Robert Jordan, 2003
- 5800 Mars la rouge : Adieu à la Terre par Kim Stanley Robinson, 2003
- 5801 Mars la rouge : Le Vent rouge par Kim Stanley Robinson, 2003
- 5802 Mars la verte par Kim Stanley Robinson, 2003
- 5803
- 5804 Mars la bleue par Kim Stanley Robinson, 2003
- 5805
- 5806 Glenravenne par Marion Zimmer Bradley et Holly Lisle, 2005
- 5807 La Maison Corrino par Kevin J. Anderson et Brian Herbert, 2005
- 5808 Rupture dans le réel : Genèse par Peter F. Hamilton, 2003
- 5809 Les Petits Dieux par Terry Pratchett, 2003
- 5810 Nobliaux et Sorcières par Terry Pratchett, 2003
- 5811
- 5812 Les Ombres de Wielstadt par Pierre Pevel, 2003
- 5813 Le Pas de Merlin par Jean-Louis Fetjaine, 2004
- 5814 Le Dieu nu : Résistance par Peter F. Hamilton, 2006
- 5815 La Chute des mondes par Alexis Aubenque, 2004
- 5816
- 5817 Le Dieu nu : Révélation par Peter F. Hamilton, 2006
- 5818 La Montagne de l'éternité par Tad Williams, 2006
- 5819 Coyote céleste par Kage Baker, 2005
- 5820 Dans le jardin d'Iden par Kage Baker, 2004
- 5821 Les Représailles par Kristine Kathryn Rusch, 2005
- 5822
- 5823 L'Espace de la révélation par Alastair Reynolds, 2004
- 5824 La Première Leçon du sorcier par Terry Goodkind, 2005
- 5825 Terre de rançon par Anne McCaffrey, 2004
- 5826 Le Guet des orfèvres par Terry Pratchett, 2004
- 5827 Accros du roc par Terry Pratchett, 2004
- 5828 Les Faucheurs par Nancy Kress, 2005
- 5829 Le Train du diable par Mark Sumner, 2006
- 5830 La Tour du Diable par Mark Sumner, 2005
- 5831 Mars la rouge par Kim Stanley Robinson, 2003
- 5832
- 5833
- 5834 Celtika par Robert Holdstock, 2005
- 5835 Point d'inversion par Catherine Asaro, 2005
- 5836 État de guerre par Alexis Aubenque, 2004
- 5837 Les Masques de Wielstadt par Pierre Pevel, 2004
- 5838 Le Baiser des ombres par Laurell K. Hamilton, 2004
- 5839 Mars par Ben Bova, 2004
- 5840
- 5841 Le Seigneur du chaos par Robert Jordan, 2004
- 5842 La Tour et la Ruche par Anne McCaffrey, 2004
- 5843 Les Chaînes d'Eymerich par Valerio Evangelisti, 2004[N 1]
- 5844 Diamond Dogs, Turquoise Days par Alastair Reynolds, 2006
- 5845 La Salle des ossements par David Farland, 2010
- 5846
- 5847
- 5848 Le Graal de fer par Robert Holdstock, 2006
- 5849 La Cité du gouffre par Alastair Reynolds, 2005
- 5850 Chroniques des années noires par Kim Stanley Robinson, 2006
- 5851 Les Tribulations d'un mage en Aurient par Terry Pratchett, 2005
- 5852 Masquarade par Terry Pratchett, 2005
- 5853
- 5854 L'Illusion fatale par Robert Jordan, 2006
- 5855 Les Légions immortelles par Scott Westerfeld, 2006
- 5856 L'Alchimiste du neutronium : Consolidation par Peter F. Hamilton, 2005
- 5857 Cherudek par Valerio Evangelisti, 2005
- 5858 Ilium par Dan Simmons, 2007
- 5859 Brocéliande par Jean-Louis Fetjaine, 2006
- 5860 Le Banni de Recluce par L. E. Modesitt, Jr., 2007
- 5861 Le Corps et le Sang d'Eymerich par Valerio Evangelisti, 2005[N 2]
- 5862 Le Dernier Vœu par Andrzej Sapkowski, 2005
- 5863 AubeMort par James Barclay, 2005
- 5864 NoirZénith par James Barclay, 2006
- 5865 OmbreMage par James Barclay, 2006
- 5866 Le Chacal de Nar par John Marco, 2006
- 5867 Le Grand Dessein par John Marco, 2006
- 5868 Les Saints de l'épée par John Marco, 2007
- 5869 Hypérion par Dan Simmons, 2005
- 5870 La Chute d'Hypérion par Dan Simmons, 2005
- 5871 Le Dernier Magicien par Megan Lindholm, 2007
- 5872 Le Mystère de l'inquisiteur Eymerich par Valerio Evangelisti, 2005[N 3]
- 5873
- 5874
- 5875 Retour sur Mars par Ben Bova, 2005
- 5876 L'Empereur d'Hamor par L. E. Modesitt, Jr., 2008
- 5877 La Mort du chaos par L. E. Modesitt, Jr., 2009
- 5878 Autrefois les ténèbres par R. Scott Bakker, 2009
- 5879 Le Royaume de Saramyr par Chris Wooding, 2008
- 5880 Les Scarifiés par China Miéville, 2008
- 5881 La Brèche par Christophe Lambert, 2007
- 5882 L'Écorcheur par Neal Asher, 2008
- 5883
- 5884 Le Roi de bruyère par Greg Keyes, 2006
- 5885 Le Chevalier de Wielstadt par Pierre Pevel, 2006
- 5886
- 5887
- 5888
- 5889 Le Réveil des anciens dieux par David Eddings et Leigh Eddings, 2007
- 5890
- 5891
- 5892 Le Prince charnel par Greg Keyes, 2007
- 5893 La Dame d'atout par David Eddings et Leigh Eddings, 2007
- 5894 Le Neuvième Royaume par David Zindell, 2008
- 5895
- 5896
- 5897 La Trilogie des magiciens par Katherine Kurtz, 2005
- 5898
- 5899
- 5900
- 5901 Pieds d'argile par Terry Pratchett, 2006
- 5902 Le Secret de l'Empire par Scott Westerfeld, 2007
- 5903 Monstres sur orbite par Jack Vance, 2009
- 5904 Le Peuple des rennes par Megan Lindholm, 2008
- 5905 Le Frère du loup par Megan Lindholm, 2008
- 5906 Les Martiens par Kim Stanley Robinson, 2007
- 5907 Car je suis légion par Xavier Mauméjean, 2007
- 5908 La Nef des fous par Richard Paul Russo, 2009
- 5909 Le Père Porcher par Terry Pratchett, 2006
- 5910
- 5911 L'Arche de la rédemption par Alastair Reynolds, 2006
- 5912 En quête d'éternité par Greg Bear, 2007
- 5913 Radiance par Catherine Asaro, 2006
- 5914
- 5915
- 5916 Les Démons du Roi-Soleil par Greg Keyes, 2007
- 5917 L'Algèbre des anges par Greg Keyes, 2007
- 5918 L'Empire de la déraison Greg Keyes, 2007
- 5919 Les Ombres de Dieu par Greg Keyes, 2007
- 5920 Les Hommes dénaturés par Nancy Kress, 2007
- 5921 Le Monde, tous droits réservés par Claude Ecken, 2009
- 5922 Perdido Street Station 1 par China Miéville, 2006
- 5923 Perdido Street Station 2 par China Miéville, 2006
- 5924 Le Gouffre de l'absolution par Alastair Reynolds, 2007
- 5925 Évolution 1 par Stephen Baxter, 2008
- 5926 Va-t-en-guerre par Terry Pratchett, 2007
- 5927 La Trilogie des rois par Katherine Kurtz, 2007
- 5928 La Nuit du prédateur par Steven Brust et Megan Lindholm, 2009
- 5929 Les Démons de Citrakuta par Ashok K. Banker (en), 2007
- 5930 Le Siège de Mithila par Ashok K. Banker (en), 2008
- 5931 Le Prince d'Ayodiâ par Ashok K. Banker (en), 2008
- 5932 Les Mages du Nil par Michel Pagel, 2010
- 5933 Les Mages de Sumer par Michel Pagel, 2010
- 5934 Le Dernier Rayon du soleil par Guy Gavriel Kay, 2010
- 5935 La Quête d'Erekosë par Michael Moorcock, 2007
- 5936 L'Âge de Régis Hastur 1 par Marion Zimmer Bradley, 2007
- 5937 L'Âge de Régis Hastur 2 par Marion Zimmer Bradley, 2007
- 5938 L'Âge de Régis Hastur 3 par Marion Zimmer Bradley, 2007
- 5939 La Guerre des machines par Kevin J. Anderson et Brian Herbert, 2007
- 5940 La Faille entre les mondes par Marion Zimmer Bradley et Holly Lisle, 2007
- 5941 Sjambak par Jack Vance, 2010
- 5942 Coalescence par Stephen Baxter, 2009
- 5943 Olympos par Dan Simmons, 2008
- 5944 Cœur de Loki par Michel Robert, 2008
- 5945 L'Ange du chaos par Michel Robert, 2008
- 5946 Le Dernier Continent par Terry Pratchett, 2007
- 5947 Les Enfants de Mars par Gregory Benford, 2011
- 5948 L'Ogre de l'espace par Gregory Benford, 2008
- 5949 La Sphère par Gregory Benford, 2012
- 5950 Quantum Rose par Catherine Asaro, 2007
- 5951 Zoulou Kingdom par Christophe Lambert, 2008
- 5952
- 5953 La Guerre des fleurs par Tad Williams, 2009
- 5954 Les Gorges de cristal par David Eddings et Leigh Eddings, 2008
- 5955 La Folie des dieux par David Eddings et Leigh Eddings, 2008
- 5956 Une couronne d'épées par Robert Jordan, 2009
- 5957 Les Lances de feu par Robert Jordan, 2009
- 5958 Temps par Stephen Baxter, 2010
- 5959 Le Chevalier de sang par Greg Keyes, 2008
- 5960 La Dernière Reine par Greg Keyes, 2009
- 5961 Un horizon de cendres par Jean-Pierre Andrevon, 2008
- 5962 La Malédiction du Rogue par Stephen R. Donaldson, 2008
- 5963 La Retraite maudite par Stephen R. Donaldson, 2008
- 5964 La Terre dévastée par Stephen R. Donaldson, 2009
- 5965 Château d'ombre 1 par Tad Williams, 2015
- 5966 Château d'ombre 2 par Tad Williams, 2015
- 5967 Les Yeux d'émeraude par David Eddings et Leigh Eddings, 2008
- 5968 Les Trois Grimoires par David Eddings et Leigh Eddings, 2008
- 5969 La Route de Dune par Kevin J. Anderson et Brian Herbert et Frank Herbert, 2010
- 5970 Évolution par Stephen Baxter, 2008
- 5971 Vénus par Ben Bova, 2008
- 5972
- 5973
- 5974
- 5975 Le Fabuleux Maurice et ses rongeurs savants par Terry Pratchett, 2008
- 5976 La Paille dans l'œil de Dieu par Larry Niven et Jerry Pournelle, 2010
- 5977 Les Dragons de Sa Majesté par Naomi Novik, 2009
- 5978 Le Trône de jade par Naomi Novik, 2010
- 5979
- 5980 La Trilogie des elfes - L'Intégrale par Jean-Louis Fetjaine, 2008
- 5981
- 5982 Exultant par Stephen Baxter, 2009
- 5983 Les Quarante Signes de la pluie par Kim Stanley Robinson, 2011
- 5984 Le Jihad butlérien par Kevin J. Anderson et Brian Herbert, 2008
- 5985 Les Chasseurs de Dune par Kevin J. Anderson et Brian Herbert, 2011
- 5986 La Trilogie des héritiers - L'Intégrale par Katherine Kurtz, 2008
- 5987 Le Sentier des dagues par Robert Jordan, 2010
- 5988 Alliances par Robert Jordan, 2010
- 5989 Le Commando des Immortels par Christophe Lambert, 2010
- 5990 Voyageurs par Neal Asher, 2010
- 5991 Lliane par Jean-Louis Fetjaine, 2009
- 5992 Le Cerveau vert par Frank Herbert, 2009
- 5993
- 5994 Les Sœurs de l'ordre rouge par Chris Wooding, 2009
- 5995 L'Armée des masques par Chris Wooding, 2009
- 5996 Le Mage du prince par Karen Miller, 2010
- 5997
- 5998 L'Épée d'argent par David Zindell, 2009
- 5999 Le Cimetière des saints par Richard Paul Russo, 2011

### no6000et suivants
- 6000 Transcendance par Stephen Baxter, 2010

...
- 7000 Espace par Stephen Baxter, 2011
- 7001 Origine par Stephen Baxter, 2011
- 7002 La Pluie du siècle par Alastair Reynolds, 2010
- 7003 La Trilogie du roi Kelson par Katherine Kurtz, 2009
- 7004 Les Enfants de Húrin par J. R. R. Tolkien, 2009
- 7005 Faërie et autres textes par J. R. R. Tolkien, 2009
- 7006 Les Lais du Beleriand par J. R. R. Tolkien, 2009
- 7007 Le Triomphe de Dune par Kevin J. Anderson et Brian Herbert, 2012
- 7008 La Bataille de Corrin par Kevin J. Anderson et Brian Herbert, 2009
- 7009 Sang-pitié par Michel Robert, 2009
- 7010
- 7011 Chansons pour J.R.R. Tolkien, 2010
- 7012 Le Rituel du sang par Stephen R. Donaldson, 2009
- 7013 L'Arbre primordial par Stephen R. Donaldson, 2010
- 7014 Hors-destin par Michel Robert, 2009
- 7015 Belle de mort par Michel Robert, 2010
- 7016 L'Empire d'ivoire par Naomi Novik, 2011
- 7017 Par les chemins de la soie par Naomi Novik, 2010
- 7018 La Guerre du Mein par David Anthony Durham, 2010
- 7019 Carpe jugulum par Terry Pratchett, 2009
- 7020 Le Cinquième Éléphant par Terry Pratchett, 2009
- 7021 L'Elfe des terres noires par Jean-Louis Fetjaine, 2010
- 7022 Gravité par Stephen Baxter, 2013
- 7023
- 7024 Le Grand Livre de Mars 1 par Leigh Brackett, 2011
- 7025 Le Cœur de l'hiver par Robert Jordan, 2011
- 7026 Perfidie par Robert Jordan, 2011
- 7027 Le Seigneur des mensonges par David Zindell, 2010
- 7028 L'Énigme du Maîtreya par David Zindell, 2011
- 7029 Le Guerrier prophète par R. Scott Bakker, 2010
- 7030 Le Retour du sorcier par Karen Miller, 2010
- 7031 Vision aveugle par Peter Watts, 2011
- 7032
- 7033 Le Chant des sorciers par R. Scott Bakker, 2010
- 7034
- 7035 Le Chant des spectres par Tad Williams, 2010
- 7036 Les Enfants du fleuve par Greg Keyes, 2011
- 7037
- 7038 La Route perdue par J. R. R. Tolkien, 2012
- 7039 Le Second cycle de Fondation par Greg Bear et Gregory Benford et David Brin, 2010
- 7040 Le Seigneur des anneaux - L'Intégrale par J. R. R. Tolkien, 2010
- 7041 Gheritarish - Les Terres de sang par Michel Robert, 2011
- 7042 La Vérité par Terry Pratchett, 2010
- 7043 Terres étrangères par David Anthony Durham, 2011
- 7044 Procrastination par Terry Pratchett, 2010
- 7045 La Plage de verre par Iain M. Banks, 2010
- 7046 Le Monde enfin par Jean-Pierre Andrevon, 2010
- 7047 Eden par Denis Bretin et Laurent Bonzon, 2012
- 7048 Sentinelle par Denis Bretin et Laurent Bonzon, 2012
- 7049 Warchild par Karin Lowachee, 2012
- 7050 Le Pouvoir de l'or blanc par Stephen R. Donaldson, 2012
- 7051 La Ballade de Pern - Intégrale I par Anne McCaffrey, 2010
- 7052 La Ballade de Pern - Intégrale II par Anne McCaffrey, 2011
- 7053 Le Carrefour des ombres par Robert Jordan, 2011
- 7054 Secrets par Robert Jordan, 2011
- 7055 Déluge par Stephen Baxter, 2012
- 7056 Cinquante degrés au-dessous de zéro par Kim Stanley Robinson, 2011
- 7057 Soixante jours et après par Kim Stanley Robinson, 2011
- 7058 Les Fils du chêne par David Farland, 2011
- 7059 Ronde de nuit par Terry Pratchett, 2011
- 7060 La Trilogie de Wielstadt - L'Intégrale par Pierre Pevel, 2011
- 7061 Les Ch'tits Hommes libres par Terry Pratchett, 2011
- 7062 Le Dieu noir par Greg Keyes, 2011
- 7063 Le Sang des elfes par Jean-Louis Fetjaine, 2011
- 7064 Les Dieux de lumière par Tad Williams, 2011
- 7065 Le Grand Livre de Mars 2  par Leigh Brackett, 2011
- 7066 Bitterwood par James Maxey, 2012
- 7067 Dragon Forge par James Maxey, 2012
- 7068 Le Dos au mur par Christophe Lambert, 2013
- 7069 Un vrai temps de chiens par Olivier Las Vergnas, 2012
- 7070 La Légende de Sigurd et Gudrún par J. R. R. Tolkien, 2013
- 7071 Lombres par China Miéville, 2012
- 7072 La Ballade de Pern - Intégrale III par Anne McCaffrey, 2011
- 7073 La Maison qui glissait par Jean-Pierre Andrevon, 2012
- 7074 La Ballade de Pern - Intégrale IV par Anne McCaffrey, 2011
- 7075 Paul le prophète par Kevin J. Anderson et Brian Herbert, 2013
- 7076 Le Souffle de Dune par Kevin J. Anderson et Brian Herbert, 2014
- 7077 Singularité par Stephen Baxter, 2013
- 7078 Flux par Stephen Baxter, 2014
- 7079 Les Mondes liés par David Farland, 2012
- 7080 Le Jade noir par David Zindell, 2011
- 7081 Naïla de Brume par Elisabeth Tremblay, 2012
- 7082 La Montagne aux sacrifices par Elisabeth Tremblay, 2012
- 7083 Le Talisman de Maxandre par Elisabeth Tremblay, 2012
- 7084 Quête d'éternité par Elisabeth Tremblay, 2013
- 7085 Zen City par Grégoire Hervier, 2013
- 7086
- 7087
- 7088
- 7089
- 7090
- 7091 Le Gardien de la pierre par David Zindell, 2012
- 7092 Les Guerriers de diamant par David Zindell, 2012
- 7093 Starfish par Peter Watts, 2012
- 7094 Rifteurs par Peter Watts, 2013
- 7095 Guerrier des lunes par Michel Robert, 2013
- 7096 Elric - Les Buveurs d'âmes par Fabrice Colin et Michael Moorcock, 2015
- 7097 Janus par Alastair Reynolds, 2012
- 7098 Arche par Stephen Baxter, 2012
- 7099 Le Régiment monstrueux par Terry Pratchett, 2012
- 7100 Le Poignard des rêves par Robert Jordan, 2012
- 7101 Le Prince des corbeaux par Robert Jordan, 2012
- 7102 Vegas mytho par Christophe Lambert, 2012
- 7103 La Victoire des aigles par Naomi Novik, 2012
- 7104 Langues de serpents par Naomi Novik, 2013
- 7105 La Romance de Ténébreuse - L'Intégrale I par Marion Zimmer Bradley, 2012
- 7106 Le Rêve de Galilée par Kim Stanley Robinson, 2013
- 7107 L'Éducation de Stony Mayhall par Daryl Gregory, 2016
- 7108 Burndive par Karin Lowachee, 2013
- 7109 L'Alliance sacrée par David Anthony Durham, 2013
- 7110 Succession - L'Intégrale par Scott Westerfeld, 2012
- 7111
- 7112 Le Réveil par Marie Pavlenko, 2013
- 7113 Le Seigneur des anneaux - L'Intégrale par J. R. R. Tolkien, 2012
- 7114 Un chapeau de ciel par Terry Pratchett, 2012
- 7115 La Voix des rois par Patrick McSpare et Olivier Peru, 2013
- 7116 Roi Vampire par Patrick McSpare et Olivier Peru, 2013
- 7117 La Ballade de Pern - Intégrale V par Anne McCaffrey, 2012
- 7118 Cœur de lune par Patrick McSpare et Olivier Peru, 2013
- 7119 Treize Damnés par Patrick McSpare et Olivier Peru, 2014
- 7120 Balafrée par Michel Robert, 2012
- 7121 Les Chroniques des elfes - L'Intégrale de Jean-Louis Fetjaine, 2012
- 7122 Dune par Frank Herbert, 2012 - Dune (traduction révisée) par Frank Herbert, 2021
- 7123 Le Mage prodigue par Karen Miller, 2014
- 7124 La Fille du mage par Karen Miller, 2014
- 7125
- 7126 L'Arcane des épées - Intégrale I par Tad Williams, 2012
- 7127 L'Arcane des épées - Intégrale II par Tad Williams, 2012
- 7128 La Formation de la Terre du Milieu par J. R. R. Tolkien, 2012
- 7129 L'Arcane des épées - Intégrale III par Tad Williams, 2012
- 7130 Timbré par Terry Pratchett, 2013
- 7131 Le Trésor des Incas par Naomi Novik, 2013
- 7132
- 7133 La Romance de Ténébreuse - L'Intégrale II par Marion Zimmer Bradley, 2013
- 7134 Le Labyrinthe de Rugassa par David Farland, 2013
- 7135 Roverandom par J. R. R. Tolkien, 2013
- 7136 La Romance de Ténébreuse - L'Intégrale III par Marion Zimmer Bradley, 2013
- 7137 Elric - Intégrale I par Michael Moorcock, 2013
- 7138 Le Peuple des rennes - L'Intégrale par Megan Lindholm, 2013
- 7139 Elric - Intégrale II par Michael Moorcock, 2014
- 7140 Elric - Intégrale III par Michael Moorcock, 2015
- 7141
- 7142 L'Impératrice de Mijak par Karen Miller, 2013
- 7143 La Reine et le Guerrier par Karen Miller, 2013
- 7144 Le Marteau de Dieu par Karen Miller, 2013
- 7145 Robopocalypse par Daniel H. Wilson, 2017
- 7146 Chiens de guerre par Michel Robert, 2014
- 7147
- 7148 Entre ciel et enfer par Christopher Buehlman, 2016
- 7149
- 7150 Kraken par China Miéville, 2015
- 7151
- 7152 La Voie du dragon par Daniel Hanover, 2014
- 7153
- 7154
- 7155
- 7156 Le Château des millions d'années par Stéphane Przybylski, 2017
- 7157 Ange et Loki par Michel Robert, 2016
- 7158 Le Retour des morts par John Ajvide Lindqvist, 2014
- 7159 L'Héritier par Elisabeth Tremblay, 2013
- 7160 Tau Zéro par Poul Anderson, 2015
- 7161 Cagebird par Karin Lowachee, 2014
- 7162 Le Marteau de Thor par Stéphane Przybylski, 2018
- 7163 La Traque par Gabriel Katz, 2015
- 7164 Le Fils de la Lune par Gabriel Katz, 2015
- 7165 Les Terres de cristal par Gabriel Katz, 2015
- 7166
- 7167 Lire Tolkien par Vincent Ferré, 2014
- 7168
- 7169 Le Secret de l'immortelle par Alma Katsu, 2014
- 7170 Hawkmoon - Intégrale I par Michael Moorcock, 2015
- 7171 Hawkmoon - Intégrale II par Michael Moorcock, 2016
- 7172 Accrétion par Stephen Baxter, 2015
- 7173 βéhémoth par Peter Watts, 2014
- 7174 Jeu de nains par Terry Pratchett, 2014
- 7175 La Mort noire par Patrick McSpare et Olivier Peru, 2014
- 7176 Le Soulèvement par David Farland, 2014
- 7177 Le Sang des tyrans par Naomi Novik, 2014
- 7178 Protéger par Mickey Zucker Reichert (en), 2014
- 7179 Les Recettes de Nounou Ogg par Terry Pratchett, 2014
- 7180
- 7181 Hystérésis par Loïc Le Borgne, 2016
- 7182 L'Hiverrier par Terry Pratchett, 2015
- 7183 Contes et légendes inachevés - L'Intégrale par J. R. R. Tolkien, 2014
- 7184 La Transe du crystal - Intégrale par Anne McCaffrey, 2014
- 7185 Vamp in Love - Saison 1 par Kimberly Raye, 2014
- 7186 La Romance de Ténébreuse - L'Intégrale IV par Marion Zimmer Bradley, 2014
- 7187 Hypérion - L'Intégrale par Dan Simmons, 2014
- 7188 La Sagesse de la Comté par Nick Smith, 2014
- 7189 Les Furies de Borås par Anders Fager, 2016
- 7190 Obéir par Mickey Zucker Reichert (en), 2015
- 7191
- 7192
- 7193 Un autre par Christophe Nicolas, 2016
- 7194 La Communauté des sœurs par Kevin J. Anderson et Brian Herbert, 2016
- 7195
- 7196 La Chute d'Hypérion - L'Intégrale par Dan Simmons, 2015
- 7197 Dominium mundi - Livre I par François Baranger, 2016
- 7198 Dominium mundi - Livre II par François Baranger, 2016
- 7199 Belle par Robin McKinley, 2015
- 7200 Le Haut Elfique pour les débutants par Édouard Kloczko, 2015
- 7201 Dragonhaven par Robin McKinley, 2016
- 7202 Nexus par Ramez Naam, 2016
- 7203 La Maîtresse de guerre par Gabriel Katz, 2016
- 7204 La Marche du prophète par Gabriel Katz, 2016
- 7205 L'Envers du monde par Gabriel Katz, 2016
- 7206
- 7207 High-Opp par Frank Herbert, 2016
- 7208 Monnayé par Terry Pratchett, 2016
- 7209 Club uranium par Stéphane Przybylski, 2018
- 7210 Le Crépuscule des dieux par Stéphane Przybylski, 2019
- 7211 La Longue Terre par Stephen Baxter et Terry Pratchett, 2016
- 7212 Dark Eden par Chris Beckett, 2016
- 7213
- 7214
- 7215 Endymion - L'Intégrale par Dan Simmons, 2016
- 7216 Les Mentats de Dune par Kevin J. Anderson et Brian Herbert, 2017
- 7217 Le Vivant par Anna Starobinets, 2017
- 7218 Légationville par China Miéville, 2016
- 7219 La Longue Guerre par Terry Pratchett, 2017
- 7220 La Longue Mars par Terry Pratchett, 2018
- 7221 L'Éveil d'Endymion - L'Intégrale par Dan Simmons, 2016
- 7222 Mordred par Justine Niogret, 2017
- 7223 Armada par Ernest Cline, 2019
- 7224 Allez les mages ! par Terry Pratchett, 2017
- 7225 Moxyland par Lauren Beukes, 2016
- 7226 Le Roi des fauves par Aurélie Wellenstein, 2017
- 7227 Crux par Ramez Naam, 2017
- 7228 Les Enfants d'Eden par Chris Beckett, 2017
- 7229 Le Camp par Christophe Nicolas, 2017
- 7230 Les Loups chantants par Aurelie Wellenstein, 2018
- 7231
- 7232 Arca par Romain Benassaya, 2018
- 7233 Feu par Sara B. Elfgren et Mats Strandberg, 2017
- 7234 La Belgariade - Intégrale I par David Eddings, 2020
- 7235 Nous allons tous très bien, merci par Daryl Gregory, 2017
- 7236 Merfer par China Miéville, 2017
- 7237 Les Légions de poussière par Brandon Sanderson, 2017
- 7238 Guerre et Dinosaures par Victor Milán, 2017
- 7239 La Mythologie Viking par Neil Gaiman, 2018
- 7240 Les Derniers Jours du Nouveau-Paris par China Miéville, 2019
- 7241 Swastika Night par Katharine Burdekin, 2017
- 7242 Afterparty par Daryl Gregory, 2018
- 7243 L'Alchimie de la pierre par Ekaterina Sedia (en), 2019
- 7244 Le Prince-Marchand par Poul Anderson, 2018
- 7245 Aux comptoirs du cosmos par Poul Anderson, 2019
- 7246 Les Coureurs d'étoiles par Poul Anderson, 2020
- 7247 Le Monde de Satan par Poul Anderson, 2021
- 7248 Le Crépuscule de la Hanse par Poul Anderson, 2022
- 7249
- 7250 La Chute de la maison aux flèches d'argent par Aliette de Bodard, 2018
- 7251 La Part des ombres - 1 par Gabriel Katz, 2018
- 7252 Apex par Ramez Naam, 2018
- 7253 Sorcières associées par Alex Evans, 2019
- 7254 Les Poisons de Katharz par Audrey Alwett, 2018
- 7255 Robogenesis par Daniel H. Wilson, 2018
- 7256 Le Seigneur des anneaux - L'Intégrale (nouvelle traduction) par J. R. R. Tolkien, 2018
- 7257 La Maudite par Jean-Louis Fetjaine, 2020
- 7258 Guerre et Dinosaures II par Victor Milán, 2018
- 7259 La Clé par Sara B. Elfgren et Mats Strandberg, 2018
- 7260 Refuge 3/9 par Anna Starobinets, 2018
- 7261 Celui qui dénombrait les hommes par China Miéville, 2018
- 7262 Le Chant de Kali par Dan Simmons, 2018
- 7264 Que passe l'hiver par David Bry, 2019
- 7265 La Longue Utopie par Terry Pratchett, 2019
- 7266 Teigneux par Daniel Kraus (en), 2019
- 7267 La Mort du temps par Aurelie Wellenstein, 2019
- 7268 Pyramides par Romain Benassaya, 2020
- 7269
- 7270 Nuit d'été par Dan Simmons, 2019
- 7271 Les Chiens de l'hiver par Dan Simmons, 2020
- 7272 L'Ascension de la maison Aubepine par Aliette de Bodard, 2019
- 7273 La Ligue des dragons : L'Ultime Bataille par Naomi Novik, 2019
- 7274 L'Insondable Profondeur de la solitude par Hao Jingfang, 2019
- 7275 Les Immortels de Meluha par Amish Tripathi, 2019
- 7276 Le Cœur perdu des automates par Daniel H. Wilson, 2019
- 7277 La Grâce des rois par Ken Liu, 2019
- 7278 Six petites gouttes de sang - 1 par Michel Robert, 2019
- 7279 Je m'habillerai de nuit par Terry Pratchett, 2020
- 7280 La Couronne du berger par Terry Pratchett, 2021
- 7281 Le Long Cosmos par Stephen Baxter et Terry Pratchett, 2020
- 7282 La Reine en jaune par Anders Fager, 2019
- 7283 Le Moineau de Dieu par Mary Doria Russell, 2019
- 7284 Le Dieu Oiseau par Aurelie Wellenstein, 2020
- 7285 Revanche de sang par Michel Robert, 2019
- 7286 L'Échiquier de jade par Alex Evans, 2020
- 7287 La Part des ombres - 2 par Gabriel Katz, 2020
- 7288 Rouille par Floriane Soulas, 2020
- 7289 Dark Run par Mike Brooks, 2021
- 7290 L'Ange du chaos - Tomes 1 à 3 par Michel Robert, 2020
- 7291 Dune (version collector) par Frank Herbert, 2020 - Dune (version collector, traduction révisée) par Frank Herbert, 2021
- 7292 Le Garcon et la Ville qui ne souriait plus par David Bry, 2020
- 7293 Vorrh par Brian Catling (en), 2022
- 7294 Six petites gouttes de sang - 2 par Michel Robert, 2020
- 7295 L'Héritière du chaos par Rodolphe Vanhoorde, 2020
- 7296 Le Goût de la victoire par Ken Liu, 2021
- 7297 La Belgariade - Intégrale II par David Eddings, 2021
- 7298 C'est l'Inuit qui gardera le souvenir du Blanc par Lilian Bathelot, 2020
- 7299 L'Ange du chaos - Tomes 4 et 5 par Michel Robert, 2021
- 7300 Replis par Emmanuel Quentin, 2021
- 7301 Djinn - L'Intégrale par Jean-Louis Fetjaine, 2022
- 7302 Mers mortes par Aurélie Wellenstein, 2021
- 7303 Les Bras de Morphée par Yann Bécu, 2021
- 7304 Les Noces de la renarde par Floriane Soulas, 2021
- 7305
- 7306 Cochrane Vs Cthulhu par Gilberto Villarroel, 2021
- 7307 Les Naufragés de Velloa par Romain Benassaya, 2021
- 7308 Étrangers par Gardner R. Dozois, 2022
- 7309 Destin brisé par Michel Robert, 2024
- 7310 Les Mille Lames par Rodolphe Vanhoorde, 2023
- 7311 Les Rêves qui nous restent par Boris Quercia, 2023
- 7312
- 7313
- 7314
- 7315 Tepuy par François Baranger, 2021
- 7316 Yardam par Aurélie Wellenstein, 2022
- 7317 S.O.S. Antarctica par Kim Stanley Robinson, 2022
- 7318 Le Prophète et le Vizir par Yves et Ada Rémy, 2022
- 7319 Les Navigateurs de Dune par Kevin J. Anderson et Brian Herbert, 2021
- 7320 La Princesse au visage de nuit par David Bry, 2022
- 7321 Lord Cochrane vs l'Ordre des catacombes par Gilberto Villarroel, 2022
- 7322 Les Somnambules par Chuck Wendig, 2022
- 7323 Le Duc par Kevin J. Anderson et Brian Herbert, 2022
- 7324 Galeux par Stephen Graham Jones, 2022
- 7325 L'Effet coccinelle par Yann Becu, 2022
- 7326 La Dernière Arche par Romain Benassaya, 2022
- 7327 Ready Player Two par Ernest Cline, 2022
- 7328
- 7329 Après nous les oiseaux par Rakel Haslund (da), 2024
- 7330 La Prophétie de l'arbre par Christophe Misraki, 2023
- 7331 Dark Sky par Mike Brooks, 2022
- 7332 Les Employés par Olga Ravn, 2021
- 7333 Le Don de mort par Anna Triss, 2023
- 7334 La Grande Traque par Anna Triss, 2023
- 7335 Le Don de vie par Anna Triss, 2024
- 7336 L'Étoile de feu par Anna Triss, 2024
- 7337 La Guerre céleste par Anna Triss, 2025
- 7338 La Dixième Prophétie par Anna Triss, 2025
- 7339
- 7340 Aucune terre n'est promise par Lavie Tidhar, 2023
- 7341 La Dame par Kevin J. Anderson et Brian Herbert, 2023
- 7342 L'Héritier par Kevin J. Anderson et Brian Herbert, 2024
- 7343 Le Désert des couleurs par Aurélie Wellenstein, 2023
- 7344 Le Mur de tempêtes par Ken Liu, 2022
- 7345 Symphonie atomique par Etienne Cunge, 2023
- 7346 Le Chant des glaces par Jean Krug, 2023
- 7347 Lord Cochrane et le Trésor de Selkirk par Gilberto Villarroel, 2023
- 7348 Dune : Un chef-d'œuvre de la science-fiction par Nicolas Allard, 2023
- 7349 Les Ancêtres par Brian Catling (en), 2023
- 7350 Le Chant des géants par David Bry, 2023
- 7351 Les Oubliés de l'amas par Floriane Soulas, 2023
- 7352
- 7353
- 7354 La Tragédie de l'Orque par Pierre Raufast, 2024
- 7355 Le Système de la Tortue par Pierre Raufast, 2025
- 7356
- 7357 Un pays de fantômes par Margaret Killjoy, 2024
- 7358 Le Nez-Boussole d'Ulfänt Banderõz par Dan Simmons, 2024
- 7359 Time Salvager par Wesley Chu (en), 2023
- 7360 Les Divis par Brian Catling (en), 2024
- 7361 Lord Cochrane et les Montagnes hallucinées par Gilberto Villarroel, 2024
- 7362 L'Épée, la Famine et la Peste - I par Aurélie Wellenstein, 2024
- 7363 L'Épée, la Famine et la Peste - II par Aurélie Wellenstein, 2024
- 7364 Beren et Lúthien par J. R. R. Tolkien, 2024
- 7365 Un monde après l'autre par Jodi Taylor, 2024
- 7366 D'écho en échos par Jodi Taylor, 2024
- 7367 Une seconde chance par Jodi Taylor, 2025
- 7368 Une trace dans le temps par Jodi Taylor, 2025
- 7369 Le Hobbit (version collector, nouvelle traduction) par J. R. R. Tolkien, 2023 - Le Hobbit (nouvelle traduction) par J. R. R. Tolkien, 2024
- 7370 Le Silmarillion (version collector, nouvelle traduction) par J. R. R. Tolkien, 2023 - Le Silmarillion (nouvelle traduction) par J. R. R. Tolkien, 2025
- 7371 Cité d'ivoire par Jean Krug, 2024
- 7372
- 7373 La Prophétie par James Rollins, 2024
- 7374 Antarcticas par Étienne Cunge, 2024
- 7375 Les Étymologies par J. R. R. Tolkien, 2024
- 7376 Terrariums par Romain Benassaya, 2025
- 7377 La Chute de Gondolin par J. R. R. Tolkien, 2024
- 7378 La Princesse sans visage par Ariel Holzl, 2024
- 7379 Le Règne des chimères par Ariel Holzl, 2025
- 7380 Abysses par Frank Schatzing, 2024
- 7381  L'Orage qui vient par Louise Mey, 2025
- 7382 Chasse à l'homme par Gretchen Felker-Martin, 2025
- 7383 La Cour des ténèbres par Victor Dixen, 2024
- 7384 La Cour des miracles par Victor Dixen, 2025
- 7385 La Cour des ouragans par Victor Dixen, 2025
- 7386 Beowulf : Traduction et commentaire par J. R. R. Tolkien, 2025
- 7387 La Chute d'Arthur par J. R. R. Tolkien, 2025
- 7388
- 7389 La Roche par Martin Lichtenberg, 2025
- 7390 La Cité diaphane par Anouck Faure, 2025
- 7391
- 7392 Du nouveau monde - 1 par Yūsuke Kishi, 2025
- 7393 Noblesse oblige par Maiwenn Alix, 2025
- 7394
- 7395 La Couleur du froid par Jean Krug, 2025
- 7396
- 7397 Hier ou jamais par Jodi Taylor, 2025
- 7398 En cas de problème par Jodi Taylor, 2025
- 7399
- 7400
- 7401
- 7402 Princesse de Dune par Kevin J. Anderson et Brian Herbert, 2025
- 7403 La Harpiste des Terres rouges par Aurélie Wellenstein, 2025

...
- 10913 Nicolas Eymerich, inquisiteur par Valerio Evangelisti, 2004[N 4]

...
- 14383 Le Soupir de l'immortel par Antoine Buéno, 2013

...
- 15330 Orgueil et Préjugés et Zombies par Seth Grahame-Smith, 2014

...
- 15666 Player One par Ernest Cline, 2015

...
- 15790 Les Élues par Sara B. Elfgren et Mats Strandberg, 2016

...
- 15924 Zoo City par Lauren Beukes, 2016

...
- 16250 Alice au pays des morts-vivants par Mainak Dhar, 2017
- 16251 De l'autre côté du mouroir par Mainak Dhar, 2017

...
- 16310 Qu'on leur coupe la tête ! par Mainak Dhar, 2018

...
- 17061 Ruisseaux de sang par Michel Robert, 2017

...
- 17666 Le Cinquième Cœur par Dan Simmons, 2021

...
- 17705 L'Homme nu par Dan Simmons, 2021
- 17706 L'Amour, la Mort par Dan Simmons, 2021
- 17707
- 17708
- 17709
- 17710 Les Fils des ténèbres par Dan Simmons, 2020
- 17711 Les Feux de l'Éden par Dan Simmons, 2020
- 17712 Le Styx coule à l'envers par Dan Simmons, 2021
- 17713 L'Échiquier du mal par Dan Simmons, 2021

...
- 17733 Les Élus par Veronica Roth, 2021
- 17734 Poster Girl par Veronica Roth, 2024